# Liechtensteinisches Gymnasium
Liechtensteinische Gymnasium (LG) är ett gymnasium i Vaduz i Liechtenstein. Det öppnades 1937 av Maristen-Schulbrüder som privatskolan Collegium Marianum. Flickor fick inte gå där förrän i slutet av 1960-talet. Sedan 1981 drivs den av staten Liechtenstein. Antalet elever steg från mitten av 1980-talet och har därefter varit ungefär 740 stycken.